# Omlet
Omlet – potrawa w formie placka, przyrządzana ze smażonych jaj.
Omlety trafiły do polskiej kuchni za sprawą Marii Sobieskiej, która rozpowszechniła je w czasie swoich licznych podróży po kraju.
Istnieje wiele odmian omletów, wśród których wyróżnić można m.in.:
| Zdjęcie | Nazwa | Opis | Kuchnia   |
| ------- | --- | --- | --------- |
|         | omlet naturalny (omlet francuski)                                                                           | sporządzany z jaj, wody i soli, charakteryzujący się galaretowatym wierzchem. Podawany na słono | Francja   |
|         | omlet mieszany                                                                                              | odmiana omletu naturalnego | Francja   |
|         | omlet biszkoptowy (omlet rzymski)                                                                           | podawany na słono lub na słodko |           |
|         | omlet Arnolda Bennetta                                                                                      | omlet stworzony przez Jeana Baptystę Virlogeux na cześć pisarza Arnolda Bennetta. Składa się z jajek, Crème fraîche, wędzonego łupacza i słonego sera                                                             | Anglia    |
|         | omlet matki Poulard (Omelette de la mère Poulard) lub Omelet Mont Saint-Michel (Omelette Mont Saint-Michel) | omlet wymyślony przez Annę Boutiaut Poulard w Mont Saint-Michel. Składa się z ubitych osobno żółtek i białek (30 sztuk), masła, soli i pieprzu                                                                    | Francja   |
|         | tortilla hiszpańska (tortilla española)                                                                     | hiszpański omlet przyrządzany z jajek z dodatkiem usmażonych ziemniaków i innych składników | Hiszpania |
|         | frittata | włoski omlet z mieszanką warzywną jako nadzieniem i (ewentualnie) czosnkiem lub anchois, zapiekana na maśle | Włochy    |
|         | tamagoyaki                                                                                                  | japoński omlet smażony (z różnymi dodatkami, jak: dashi, shōyu, mirin) cienkimi warstwami na prostokątnej patelni, kolejno nawijanymi na siebie, co tworzy w rezultacie rodzaj zwiniętej, kilkuwarstwowej rolady. | Japonia   |
|         | tortang talong                                                                                              | filipiński omlet z bakłażana | Filipiny  |